# 700-й зал Лувра
700-й зал Лувра (фр. Mollien; до 2018 года — 77-й зал галереи Денон) посвящён французской живописи в стиле романтизма.
| Русское название                                                        | Оригинальное название | Художник                 | Время создания | Изображение |
| ----------------------------------------------------------------------- | --- | ------------------------ | -------------- | ----------- |
| Преподобный отец Доминик Лякордер, ордена братьев-проповедников         | Le Révérend Père Dominique Lacordaire, de l’ordre des frères Prêcheurs                                                        | Теодор Шассерио          | 1840           |             |
| Две сестры                                                              | Les deux soeurs | Теодор Шассерио          | 1843           |             |
| Купающаяся Сусанна                                                      | Suzanne au bain | Теодор Шассерио          | 1839           |             |
| Битва Мария с кимврами (Поражение кимвров)                              | Marius défait les Cimbres dans la plaine située entre Belsannettes et la Grande Fugère (Provence), dit La Défaite des Cimbres | Александр-Габриэль Декан | 1834           |             |
| Данте и Вергилий, или Ладья Данте                                       | Dante et Virgile aux enfers, dit aussi La Barque de Dante                                                                     | Эжен Делакруа            | 1822           |             |
| Молодой тигр, играющий с матерью                                        | Étude de deux tigres, dit aussi Jeune tigre jouant avec sa mère                                                               | Эжен Делакруа            | 1831           |             |
| Алжирские женщины                                                       | Femmes d’Alger dans leur appartement                                                                                          | Эжен Делакруа            | 1834           |             |
| Свобода, ведущая народ                                                  | Le 28 Juillet. La Liberté guidant le peuple                                                                                   | Эжен Делакруа            | 1831           |             |
| Кораблекрушение Дона Жуана                                              | Le Naufrage de Don Juan | Эжен Делакруа            | 1841           |             |
| Смерть Сарданапала                                                      | Mort de Sardanapale | Эжен Делакруа            | 1827           |             |
| Вход крестоносцев в Константинополь                                     | Prise de Constantinople par les Croisés (12 avril 1204), dit aussi Entrée des Croisés à Constantinople                        | Эжен Делакруа            | 1841           |             |
| Резня на Хиосе                                                          | Scène des massacres de Scio                                                                                                   | Эжен Делакруа            | 1824           |             |
| Переход Наполеона через Альпы                                           | Bonaparte franchissant les Alpes en 1800                                                                                      | Поль Деларош             | 1848           |             |
| Король Англии Эдвард V и его брат герцог йоркский в лондонском Тауэре   | Édouard V, roi mineur d’Angleterre, et Richard, duc d’York, son frère puîné (1483), dit Les Enfants d'Édouard                 | Поль Деларош             | 1831           |             |
| Раненый кирасир                                                         | Cuirassier blessé quittant le feu                                                                                             | Теодор Жерико            | 1814           |             |
| Плот «Медузы»                                                           | Le Radeau de la Méduse | Теодор Жерико            | 1819           |             |
| Офицер конных егерей императорской гвардии, идущий в атаку              | Officier de chasseurs à cheval de la garde impériale chargeant                                                                | Теодор Жерико            | 1819           |             |
| Посещение Бонапартом зачумлённых в Яффе                                 | Bonaparte visitant les pestiférés de Jaffa                                                                                    | Антуан-Жан Гро           | 1804           |             |
| Франциск I и Карл V перед королевскими гробницами в соборе Сен-Дени     | Charles Quint reçu par François Ier à l’abbaye de Saint-Denis                                                                 | Антуан Жан Гро           | 1812           |             |
| Иоахим Мюрат                                                            | Joachim Murat | Антуан Жан Гро           | 1812           |             |
| Наполеон на поле битвы при Эйлау                                        | Napoléon sur le champ de bataille d’Eylau                                                                                     | Антуан Жан Гро           | 1808           |             |
| Шевалье де Нантёй-Ланорвиль                                             | Le Chevalier de Nanteuil-Lanorville                                                                                           | Луи Клод Панье           | 1817           |             |
| Женщины из Соули                                                        | Les Femmes souliotes | Ари Шеффер               | 1827           |             |
| Появление призраков Паоло и Франчески да Римини перед Данте и Виргилием | Les ombres de Francesca da Rimini et de Paolo Malatesta apparaissent à Dante et à Virgile                                     | Ари Шеффер               | 1855           |             |
| Обетное приношение Мадонне                                              | Le Voeu à la Madone | Жан-Виктор Шнец          | 1831           |             |